# 12 км (зупинний пункт, Луганська дирекція Донецької залізниці)
12 км — пасажирський зупинний пункт Луганської дирекції Донецької залізниці на лінії Родакове — Дебальцеве.
Розташований поблизу селища Голубівка, Алчевський район, Луганської області між станціями Баронська (2 км) та Депрерадівка (2 км).
Через військову агресію Росії на сході Україні транспортне сполучення припинене, водночас керівництво так званих ДНР та ЛНР заявляло про запуск електропоїзда сполученням Луганськ — Ясинувата, що підтверджує сайт Яндекс.